# Бияч, Марко
Марко Бияч (хорв. Marko Bijač; род. 12 января 1991, Дубровник) — хорватский ватерполист, вратарь клуба «Олимпиакос» и сборной Хорватии. Серебряный призёр летних Олимпийских игр 2016 года, чемпион мира 2017 года и чемпион Средиземноморских игр 2013 года.

## Карьера
Начал спортивную карьеру в 2002 году в качестве воспитанника клуба «Юг» из Дубровника, где играл и его отец Маро. После ухода вратаря Франо Вичана в клуб Приморье в сезоне 2012/2013 гг., стал первым вратарем клуба и капитаном команды. В этом же сезоне он выиграл титул чемпиона Хорватии, после чего попал в сборную страны поучаствовав в Средиземноморских играх и чемпионате мира. Признан лучшим вратарем Адриатической лиги сезона 2013/2014 гг., лучшим вратарем финального турнира Лиги чемпионов 2015/2016 гг и олимпийского турнира в Рио-де-Жанейро.
Занял 4 место в списке лучших игроков Европы по водному поло за 2016 год.